# 리고베르토 우란
리고베르토 우란 우란(스페인어: Rigoberto Urán Urán, 1987년 1월 26일~)은 콜롬비아의 자전거 경기 선수로 현재 EF 에듀케이션이지포스트 소속으로 활동하고 있다. 그랜드 투어에서 구간 우승 15회를 달성했으며 2012년 하계 올림픽에서 남자 개인도로 종목 은메달을 획득했다.
2013년 지로 디탈리아에서 빈첸초 니발리의 뒤를 이어 2위를 하면서 콜롬비아 선수로는 최초로 지로 디탈리아 개인종합 입상을 했다. 또한 2014년 지로 디탈리아에서 국가대표 동료인 나이로 킨타나의 뒤를 이어 다시 2위에 올랐고 2017년 투르 드 프랑스에서 크리스 프룸의 뒤를 이어 2위에 올랐다.